# Referendum o Družinskem zakoniku
Referendum o družinskem zakoniku je bil naknadni zakonodajni referendum o Družinskem zakoniku (DZ), ki je potekal 25. marca 2012.